# Cholet-Pays de la Loire 2023
La 44e édition de Cholet-Pays de la Loire a lieu le 19 mars 2023. Cette course cycliste d'un jour fait partie de la Coupe de France et du calendrier UCI Europe Tour 2023 en catégorie 1.1. Elle est remportée par le Néo-Zélandais Laurence Pithie (Groupama-FDJ).

## Présentation

### Équipes participantes
19 équipes participent à la course : 4 WorldTeams, 7 ProTeams et 8 équipes continentales.
| WorldTeams (4)- AG2R Citroën Team - Cofidis - Groupama-FDJ - Arkéa-Samsic ProTeams (7)- TotalEnergies - Team Flanders-Baloise - Euskaltel-Euskadi - Burgos-BH - Tudor Pro Cycling Team - Human Powered Health - Bolton Equities Black Spoke Pro Cycling Équipes continentales (8)- CIC U Nantes Atlantique - Saint Michel-Mavic-Auber 93 - Nice Métropole Côte d'Azur - Team Ecoflo Chronos - BHS-PL Beton Bornholm - Tarteletto-Isorex - Matériel-vélo.com - Tartu2024 Cycling Team |
| |

## Classements

### Classement final
| \| Classement général \| Classement général \| Classement général \| Classement général \| Classement général \| \| Coureur \| Coureur \| Pays \| Équipe \| Temps \| \| ------------------ \| ------------------ \| ------------------ \| --------------------------- \| ------------------ \| \| 1er \| Laurence Pithie \| Nouvelle-Zélande \| Groupama-FDJ \| 4 h 46 min 16 s \| \| 2e \| Anthony Perez \| France \| Cofidis \| + 0 s \| \| 3e \| Lorrenzo Manzin \| France \| TotalEnergies \| + 0 s \| \| 4e \| Romain Cardis \| France \| Saint Michel-Mavic-Auber 93 \| + 0 s \| \| 5e \| Lindsay De Vylder \| Belgique \| Team Flanders-Baloise \| + 0 s \| \| 6e \| Maikel Zijlaard \| Pays-Bas \| Tudor Pro Cycling Team \| + 0 s \| \| 7e \| Axel Zingle \| France \| Cofidis \| + 0 s \| \| 8e \| Manuel Peñalver \| Espagne \| Burgos-BH \| + 0 s \| \| 9e \| Pierre Gautherat \| France \| AG2R Citroën Team \| + 0 s \| \| 10e \| Cyril Barthe \| France \| Burgos-BH \| + 0 s \| |                   |                  |                             |                 |
| |                   |                  |                             |                 |
| |                   |                  |                             |                 |
| Classement général |                   |                  |                             |                 |
| Coureur | Coureur           | Pays             | Équipe                      | Temps           |
| 1er | Laurence Pithie   | Nouvelle-Zélande | Groupama-FDJ                | 4 h 46 min 16 s |
| 2e | Anthony Perez     | France           | Cofidis                     | + 0 s           |
| 3e | Lorrenzo Manzin   | France           | TotalEnergies               | + 0 s           |
| 4e | Romain Cardis     | France           | Saint Michel-Mavic-Auber 93 | + 0 s           |
| 5e | Lindsay De Vylder | Belgique         | Team Flanders-Baloise       | + 0 s           |
| 6e | Maikel Zijlaard   | Pays-Bas         | Tudor Pro Cycling Team      | + 0 s           |
| 7e | Axel Zingle       | France           | Cofidis                     | + 0 s           |
| 8e | Manuel Peñalver   | Espagne          | Burgos-BH                   | + 0 s           |
| 9e | Pierre Gautherat  | France           | AG2R Citroën Team           | + 0 s           |
| 10e | Cyril Barthe      | France           | Burgos-BH                   | + 0 s           |

## Liste des participants

### Classement UCI
La course attribue aux coureurs le même nombre des points pour l'UCI Europe Tour 2023 et le Classement mondial UCI.
| Position           | 1er | 2e | 3e | 4e | 5e | 6e | 7e | 8e | 9e | 10e | 11e | 12e | 13e à 15e | 16e à 25e |
| Classement général | 125 | 85 | 70 | 60 | 50 | 40 | 35 | 30 | 25 | 20  | 15  | 10  | 5         | 3         |